# Passeport autrichien
Le passeport autrichien (en allemand : österreichischer Reisepass) est un document de voyage international délivré aux ressortissants autrichiens, et qui peut aussi servir de preuve de la citoyenneté autrichienne.

## Liste des pays sans visa ou visa à l'arrivée

Autriche
Europe en liberté de mouvement
Visa non nécessaire/ETA
Visa à l'arrivée
Système de visa électronique
Visa électronique ou à l'arrivée
Visa requis avant l'arrivée